# Hermes Quijada
Hermes José Quijada (San Miguel de Tucumán, 16 de septiembre de 1920- Buenos Aires, 30 de abril de 1973) fue un militar argentino perteneciente a la Armada, vicealmirante (p. m.), víctima de homicidio en 1973 por la guerrilla ERP-22 de Agosto, pocos días antes de finalizar la dictadura cívico-militar dirigida por el general Alejandro Agustín Lanusse y ya consumadas las elecciones presidenciales que eligieron al presidente constitucional Héctor J. Cámpora.

## Biografía
Hermes Quijada ingresó a la Armada Argentina, desempeñándose como aviador naval. En 1949 protagonizó el primer vuelo en helicóptero de la marina de guerra. Entre 1961 y 1962 comandó el primer vuelo argentino al polo sur a bordo de un C-47 Skytrain.
En 1972 fue el encargado de leer por televisión la versión oficial sobre los sucesos del 22 de agosto en la base aeronaval Almirante Zar de Trelew, cuando fueron asesinados por las fuerzas armadas 16 guerrilleros detenidos sin posibilidad de defenderse, en lo que luego se conoció como la Masacre de Trelew.

### Asesinato
Hermes Quijada fue atacado cuando viajaba en su automóvil en el cruce de las calles Junín y Cangallo (actualmente llamada Tte. Gral. Perón) en el barrio Congreso de la ciudad de Buenos Aires. Recibió seis disparos a quemarropa, uno de ellos en la cabeza, que le produjeron la muerte poco después de ingresar al Hospital Naval. En la oportunidad resultó muerto también uno de los atacantes, Víctor José Fernández Palmeiro, miembro del ERP-22. Al ser asesinado tenía el grado de contralmirante y fue promovido post mortem al grado inmediato superior por la llamada ley secreta 20 339/73.

## Epónimos
En la Antártida Argentina, la isla Quijada lleva su nombre. También llevaron su nombre una escuela en la provincia de Buenos Aires y el aeropuerto y base aeronaval de Río Grande (Tierra del Fuego), los cuales fueron modificados por pedido de organizaciones de derechos humanos.